# 阿爾斯特廳

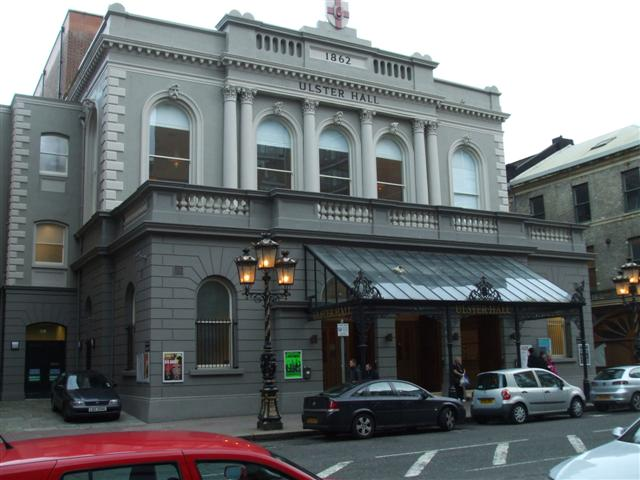
阿爾斯特廳

阿爾斯特廳（Ulster Hall）是英國北愛爾蘭城市貝爾法斯特的一座音樂廳建築，也是B1級登錄建築。阿爾斯特廳位於貝爾法斯特市中心的貝德福德街，修建於1859年，並在1862年開業。

## 外部連結
- 官方网站
- "About Ulster Hall" – Belfast City Council